# أورخان كنجه باي
أورخان كنجه باي (بالتركية: Orhan Gencebay) (مواليد 4 أغسطس 1944) هو موسيقي ومغني تركي، متخصص بعزف الساز، وهو كذلك مخرج وملحن وممثل ومنتج فني. حاصل على لقب فنان الدولة التركية عام 1998.

## حياته
ولد باسم أورخان كنجه باي عام 1944 في مدينة سامسون، من عائلة تنحدر أوصولها من تتار القرم.

## مسيرته الفنية
انطلقت مسيرة كنجه باي الفنية في أوائل العشرينات من عمره عندما اجتاز الاختبارات المقدمة من مؤسسة الإذاعة والتلفزيون التركية (TRT)، وتم اختياره كعازف ساز في المؤسسة. وفي عام 1966 شارك بالمسابقة الوطنية للعزف على الساز، وعاصر زملائه عارف صاغ وسينوسين تانريكورور، وقد أصبحوا جميعاً أساتذة في فن العزف والتلحين.
في أواخر الستينيات، تعاون مع مجموعة واسعة من الموسيقيين في العروض وموسيقى الأفلام. وخلال الفترة الواقعة بين عامي (1966-1968)، لعب دور الباغلاما مع عارف صاج في العديد من التسجيلات مع مطربين مثل مظفر أكغون، يلديز تيزكان، جولدين كارابوتشيك ، أحمد سيزجين ، شكران آي ، صباحات أكيراز ، ونوري سيسيجوزيل. كما وشارك في الإخراج الموسيقي لبعض الأفلام التركية. كما تعاون مع العديد من الموسيقيين من مختلف الأنواع، مثل اركين كوراي، عمر فاروق تكبيلك، عصمت سيرال، برهان تونغوك، أوزر سيناي، فيدات يلدريمبورا، نشيت إرتاش، عبد الله نايل بايشو.
منذ ذلك الحين أصبح مشهوراً في تركيا على أنه عازف ساز وملحن، وزادمن شهرته إطلاقه للعديد من الأغاني الفردية من النوع الشعبي التقليدي، كان أولها عام 1968 بعنوان "SENSİZ BAHAR GEÇMİYOR"، ومنح جائزة عليها. وخلال السبعينات أنتج المزيد من الأغاني الفردية وعمل على دمج الموسيقى التقليدية مع الكلاسيكية والغربية، كما أدخل على أغانيه موسيقى الجاز والروك والكانتري وموسيقى البروغريسيف والموسيقى سايكدلية، بالإضافة لمزج الموسيقى الهندية والعربية والإسبانية واليونانية إلى أغانيه. أطلق على هذا النوع من الموسيقى الأرابيسك من قبل الجمعيات الموسيقية مثل TRT، لكن أورخان رفض تحديد موسيقاه بالأرابيسك، وقال أنه غير مناسب لتوصيف نوع موسيقاه.
وفي عام 1972 أسس شركة كارفان للتسجيلات الصوتية والمرئية، واستقطب العديد من الفنانين من أمثال آجدا پقان، واركين كوراي، وأحمد أوزهان، ومعزز أباشي، ولينيت، وسميحة يانكه. وخلال مسيرته الفنية شارك كنجه باي بالتمثيل في 36 فيلماً، وكان ملحنًا في 90 فيلمًا، تشكل أكثر من ألف عمل، وخلال مسيرته أنتج 35 أغنية فردية، و15 ألبوم، وباع أكثر من 65 مليون نسخة بشكل رسمي، ويرجع له الفضل بإبراز شهرة العديد من الفنانين والموسيقيين.